# Dolceriso del Moro
Il dolceriso del Moro è un dolce tipico di Vigevano, la cui invenzione è tradizionalmente attribuita alla duchessa Beatrice d'Este.

## Storia

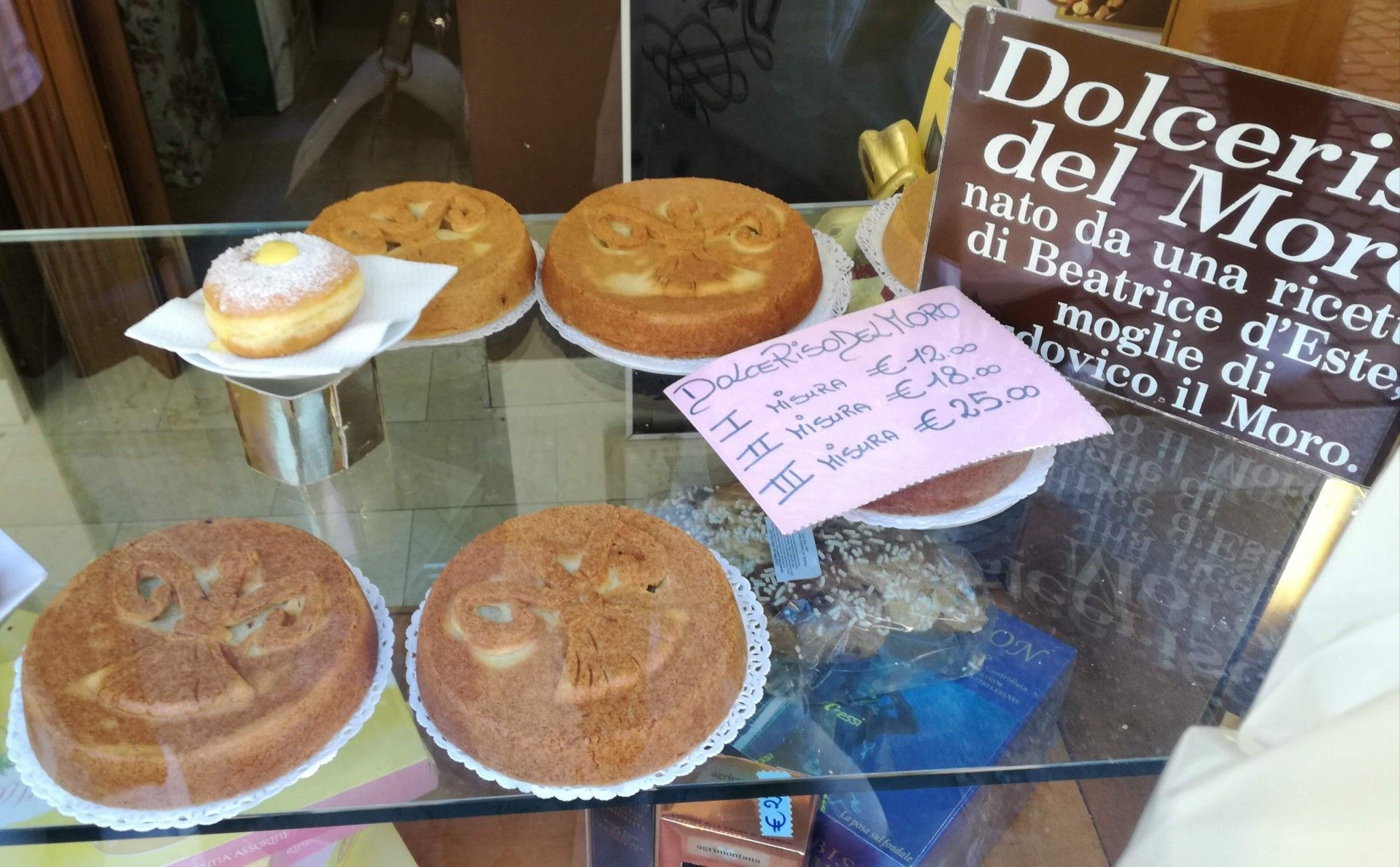
Vetrina con Dolceriso del Moro in vendita a Vigevano.

Il Dolceriso sarebbe stato inventato dalla duchessa Beatrice nella primavera del 1491, nel castello di Vigevano, per compiacere l'illustre consorte Ludovico il Moro. Si tratta di una versione lombarda della pastiera napoletana - Beatrice era infatti cresciuta a Napoli - preparata sfruttando il riso delle campagne vigevanesi, la cui produzione era stata notevolmente incrementata dal duca Ludovico.

## Preparazione
Si tratta di una sorta di budino di riso ricotto, chiuso in un involucro di pasta frolla e arricchito con canditi, pinoli, mandorle e acqua di rose. Quest'ultimo ingrediente serviva – come pare – a indurre concordia, armonia e fedeltà nella coppia.